# Symplocos trichoclada
Symplocos trichoclada là một loài thực vật thuộc họ Symplocaceae. Đây là loài đặc hữu của Đài Loan.